# Linda Andrews
Linda Andreasen (født 19. oktober 1973 i Tórshavn, Færøerne) med kunstnernavnet Linda Andrews, er en færøsk gospelsangerinde. Hun er mest kendt som vinderen af DR1's X Factor 2009 den 27. marts 2009.[kilde mangler]
I dag bor hun i Valby, med datteren Celle. Hun er indehaver af firmaet Vocal Entertainment, som har udgivet hendes første album, Revelation.[kilde mangler]
Linda Andrews hører til blandt de mest erfarne[kilde mangler] indenfor gospel i Danmark og er tidligere korleder i gospelkorene Gentofte Gospel Choir, Copenhagen Gospel Singers, Glostrup Gospel og Gospelkidz Performers og Absolute Gospel Singers. Desuden har hun optrådt som solist og instruktør ved gospel-arrangementer. I august 2015 blev hun dirigent i Farum Gospel kor.[kilde mangler]
Andrews har optrådt ved bl.a. Danish Music Award og Dansk Melodi Grand Prix, og hun har medvirket på en lang række CD-udgivelser som solist og korsanger.[kilde mangler]

## Biografi
Linda er opvokset sammen med 4 ældre søskende. Som 14-årig tog hun på efterskole i Mariager.[kilde mangler] Efter tiende klasse tog hun tilbage til Færøerne, hvor hun tog en handelsskole-uddannelse.[kilde mangler] I en alder af 19 var hun leder for 11 medarbejdere hos den islandske supermarkedskæde Bónus på Færøerne.[kilde mangler]
Som 21-årig flyttede hun til København for at lave musik med sine venner fra efterskolen.[kilde mangler] En af dem blev booket som vokalproducer for Blå Øjne, hvor hun blev korsangerinde.[kilde mangler] Siden 2000 har hun bl.a. sunget kor på udgivelser med Johnny Logan, Carola, DJ Aligator, og Toy-Box.[kilde mangler]
I 2008 optrådte hun på Sommerfestivalen i Klaksvík. Samme år blev hun nomineret til den færøske avis Sosialurins Planet Awards i kategorien "Bedste færøske sangerinde".
Ved at vinde anden omgang af X Factor i 2009 vandt Linda Andrews en pladekontrakt med Sony til en værdi af en million kroner. Vindersinglen "Det bedste til sidst", skrevet af Søren Rasted, udkom i marts 2009 og gik direkte ind som #1 på hitlisten. Singlen modtog i juli 2009 platin, og solgte over 35.000 downloads. "Det bedste til sidst" blev den niende bedst sælgende single i 2009. Efterfølgende udkom albummet Into the Light den 2. juni 2009. Albummet er bl.a. skrevet af Cutfather, Lasse Lindorff, Sarah West og Thomas Bickham. Albummet gik ind som #2 på hitlisten, men tilbragte kun fem uger i top 40. En anmelder i Gaffa fremhævede, at "Into The Light et mere ungdommeligt skær over sig, ikke ulig Leona Lewis tilsat lidt Kylie Minogue. Lindas stemme er stor og ren, og albummet rummer flere potentielle hits - titelnummeret og Square One på up-tempo-siden og Parachute, Disconnected og What If The Heart Is Wrong i balladeafdelingen." 
I slutningen af marts 2010 blev Andrews fritstillet fra sin kontrakt med Sony. Into the Light havde pr. januar 2012 solgt 10.352 eksemplarer, hvilket på det tidspunkt var det dårligst sælgende album fra en dansk X Factor-vinder. Linda har siden også udgivet et jule-album med titlen Tænder et lys, hvor hun bl.a. bliver akkompagneret af Malmö Symfoniorkester.

## Diskografi

### Album
- 2008: Revelation
- 2009: Into the Light
- 2009: Tænder et lys...
- 2011: A Merry Little Christmas
- 2013: Singles Collection 2013
- 2017: Linda Andrews

### Singler
- 2006: "Hot Santa"
- 2006: "Divalicious"
- 2009: "Det bedste til sidst"
- 2009: "Into the Light"
- 2009: "Mirror Mirror"
- 2009: '"Tænder et lys (Til du kommer hjem)"
- 2013: '"Tears"
- 2013: '"Never gonna let you down"
- 2013: '"Save Me" (TFX feat. Linda Andrews)
- 2013: '"Jeg gi'r dig tid" (Støttesang for Hjernesagen)
- 2013: Amazing
- 2016 "Born again in your eyes"
- 2017 "Save your love for me"